# Global Impact Investing Network
Global Impact Investing Network (GIIN; с англ.  «глобальная сеть инвестиций воздействия») — американская некоммерческая организация объединяющая ведущих игроков рынка инвестиций социального воздействия.
Создана с целью выработки методологической базы и стандартов, совместной стратегии, координации деятельности, увеличения её масштабов, эффективности воздействия и снижения транзакционных издержек членов организации.

## Организация
Координирующая усилия социальных инвесторов сеть была задумана Фондом Рокфеллера, который в октябре 2007 года собрал небольшую группу социальных инвесторов для обсуждения ситуации на рынке.
Кроме Фонда Рокфеллера, инициаторами объединения также выступили JPMorgan Chase и Агентство США по международному развитию (USAID).
Тогде же впервые был определён термин «инвестиции воздействия», а также обсуждались потребности рынков, на решение проблем которых направлены социальные инвестиции.
2007 год считается годом образования организации — партнёрства, хотя никаких новых юридических лиц на тот момент создано не было.
Через год — в июне 2008 года под эгидой Фонда Рокфеллера собралась уже бо́льшая группа, заинтересованных в развитии этого направления инвесторов.
На встрече обсуждались в частности необходимость создания стандартов в отрасли, методологии оценок эффективности социального предпринимательства, возможности решить больше социальных проблем при объединении усилий и т. п.
В 2009 году все обсуждаемые предложения вылились в создание независимой организации Global Impact Investing Network, представленной на встрече Глобальной инициативы Клинтона (см. Clinton Foundation).
Формальными учредителями организации которой стали ведущие игроки рынка.
Среди них, например, Oxfam и Shell Foundation, от владельцев капитала (англ. asset owners); Royal Bank of Canada, от управляющий (англ. asset managers), Endeavor, Министерство международного развития Великобритании, Министерство иностранных дел Нидерландов от сервис-провайдеров (англ. sevice providers) и другие.
Позже к ним присоединились Big Society Capital, BNP Paribas, Credit Suisse, Deutsche Bank, JPMorgan Chase, Morgan Stanley, National Australia Bank, Standard Chartered Bank, UBS, Международная финансовая корпорация, Сеть Омидьяра, Фонд Билла и Мелинды Гейтс, Фонд Рокфеллера, Фонд Сколла, Фонд Форда, Фонд «Наше будущее» от владельцев капитала; Accion, Acumen, Gray Ghost Ventures, Oikocredit, Root Capital, Triodos, от управляющих, Агентство США по международному развитию (USAIN) от сервис-провайдеров, и другие.
Первым исполнительным директором организации стал Лютер Рагин (младший; англ. Luther Ragin Jr.).
На 2015 году главным исполнительным директором Global Impact Investing Network является Амит Бури (англ. Amit Bouri), раньше работавший директором по стратегии.
Штаб-квартира Global Impact Investing Network расположена в Нью-Йорке, США.
Деятельность организации финансируется в основном Фондом Рокфеллера, однако иногда поддержка поступает и от других членов, например, Сети Омидьяра и USAIN.

## Деятельность
Главными направлениями деятельности Global Impact Investing Network стали:
- Пропаганда инвестиций социального воздействия.
- Объединение игроков рынка инвестиций социального воздействия.
- Создание базы знаний по рынку инвестиций социального воздействия ImpactBase.
- Разработка методики оценки социального эффекта инвестиций воздействия и стандартов для этой сферы (англ. Impact Reporting and Investment Standards (IRIS)).
- Координация усилий через Совет инвесторов и рабочие группы, направленные, например на устойчивое развитие сельского хозяйства в Африке, или обеспечение доступа малых и средних предприятий к финансовой инфраструктуре и ресурсам.